# 25 to Live
25 to Live – drugi oficjalny album koncertowy heavymetalowej grupy Grave Digger. Zarejestrowany 7 maja 2005 roku w São Paulo, podczas trasy The Past Supper World Tour i wydany 14 października przez Nuclear Blast.

## Lista utworów
1. „Passion (Intro)” – 1:47
2. „The Last Supper” – 4:42
3. „Desert Rose” – 5:24
4. „The Grave Dancer” – 5:38
5. „Shoot Her Down” – 3:52
6. „The Reaper” – 4:49
7. „Paradise” – 5:03
8. „Excalibur” – 5:11
9. „The House” – 6:15
10. „Circle of Witches” – 6:29
11. „Valhalla” – 4:35
12. „Son of Evil” – 4:37
13. „The Battle of Bannockburn” – 5:24
14. „The Curse of Jacques” – 5:00
15. „Grave in the No Man's Land” – 4:54
16. „Yesterday” – 6:55
17. „Morgane LeFay” – 5:44
18. „Symphony of Death” – 5:54
19. „Witchhunter” – 4:34
20. „The Dark of the Sun” – 5:31
21. „Knights of the Cross” – 5:21
22. „Twilight of the Gods” – 9:22
23. „The Grave Digger” – 5:34
24. „Rebellion” – 4:47
25. „Rheingold” – 5:03
26. „The Round Table” – 5:12
27. „Heavy Metal Breakdown” – 7:39

## Twórcy
- Chris Boltendahl – śpiew
- Manni Schmidt – gitara
- Jens Becker – gitara basowa
- Stefan Arnold – perkusja
- Hans Peter Katzenburg – instrumenty klawiszowe